# Nicole Sifuentes

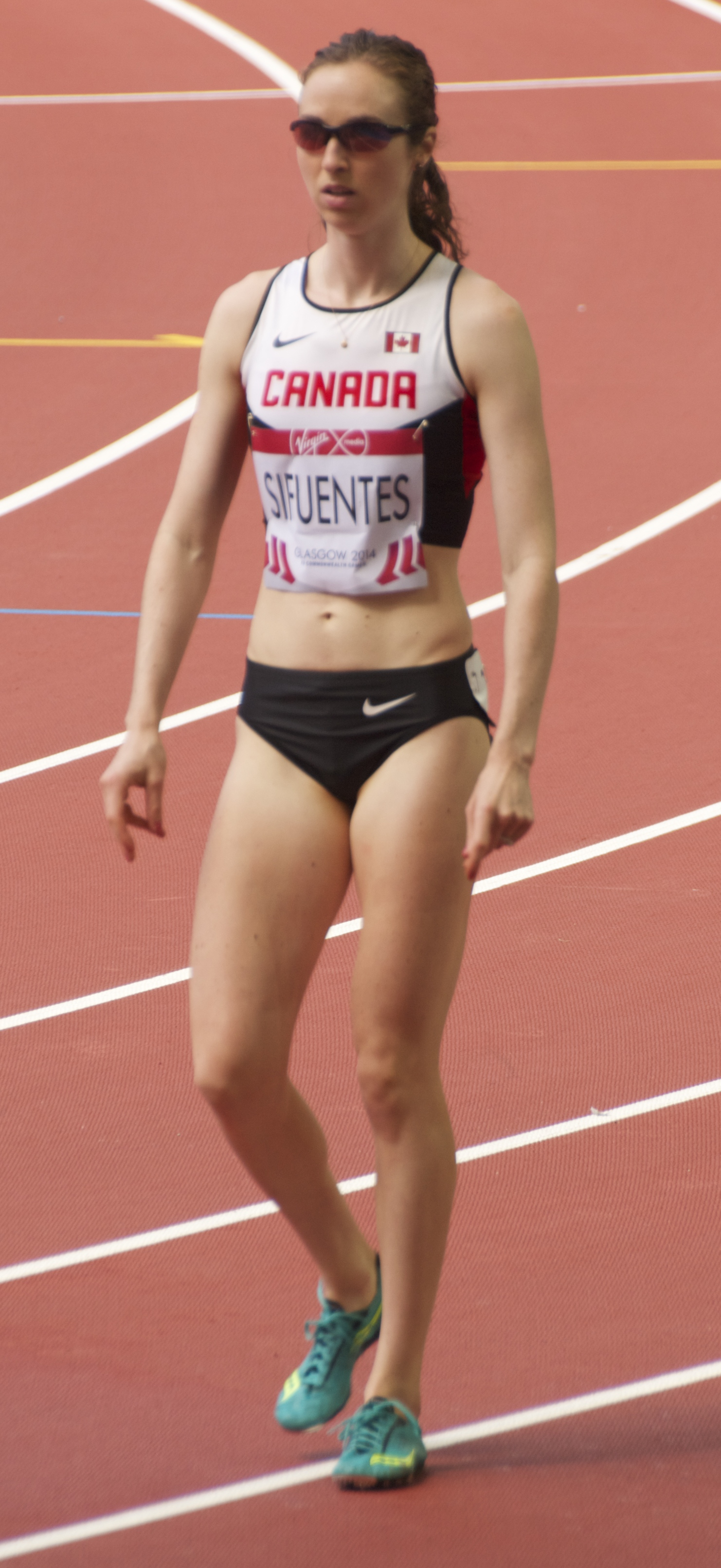
Nicole Sifuentes bei den Commonwealth Games 2014

Nicole Sifuentes (geb. Edwards; * 30. Juni 1986 in Winnipeg) ist eine kanadische Mittelstreckenläuferin, die sich auf die 1500-Meter-Distanz spezialisiert hat.
2010 wurde sie Zweite beim Leichtathletik-Continental-Cup in Split und Fünfte bei den Commonwealth Games in Neu-Delhi.
Bei den Olympischen Spielen 2012 in London und bei den Leichtathletik-Weltmeisterschaften 2013 erreichte sie das Halbfinale.
2014 gewann sie Bronze bei den Leichtathletik-Hallenweltmeisterschaften in Sopot, wurde Vierte bei den Commonwealth Games in Glasgow und Siebte beim Continental-Cup in Marrakesch.
Bei den Panamerikanischen Spielen 2015 in Toronto holte sie Silber.

## Persönliche Bestzeiten
- 800 m: 2:01,30 min, 17. Juli 2012,	Lignano Sabbiadoro
  - Halle: 2:03,35 min, 4. Februar 2012, Boston
- 1000 m (Halle): 2:42,31 min, 16. Januar 2010, State College
- 1500 m: 4:04,65 min, 17. Mai 2013, Los Angeles (OC), CA
  - Halle: 4:07,61 min, 8. März 2014, Sopot (Ergo Arena)
- 1 Meile: 4:29,33 min, 8. August 2009, Falmouth
  - Halle: 4:28,97 min, 15. Februar 2014, New York City
- 3000 m (Halle): 9:04,40 min, 2. Februar 2013, Boston (Zwischenzeit)
- Zwei Meilen (Halle): 9:38,78 min, 2. Februar 2013, Boston
- 5000 m: 15:19,15 min, 3. April 2015, Palo Alto